# Ludwig Stickelberger
Ludwig Stickelberger (Buch, 18 de maio de 1850 — Basileia, 11 de abril de 1936) foi um matemático suíço.